# 张欧亚
张欧亚（？—），湖北省十堰市人，中华人民共和国新闻工作者。

## 生平
历任《十堰晚报》记者、《十堰日报》经济部副主任、《楚天金报》机动记者部主任、《楚天都市报》深度报道部主任。曾多次报道长江三峡水利枢纽工程、1998年中国水灾、北京奥运、国庆阅兵、5·7空难、汶川地震、张君劫案等重大热点事件。是中国新闻奖的获得者、中国省级晚报好新闻一等奖等的获得者。
2019冠状病毒病疫情，有关政府部门应对迟缓。1月24日上午张欧亚发表言论称武汉应立即换帅，当日中共湖北日报传媒集团委员会即下令張刪除微博，並致函武汉市委市政府道歉、检讨，表示张欧亚的言论给各级领导“添了堵”。

## 出版物
- 张欧亚. . 武汉: 华中科技大学出版社. 2014年. ISBN 9787560965710.